# 門司築港
門司築港（もじちっこう）は、かつて大正から昭和初期にかけて福岡県門司市（現・北九州市）で路面電車を運営していた事業体である。もともと門司市の大久保・田ノ浦地区活性化開発を行うために設立されたのが同社で、その一環として電車を運行した。門築電車（もんちくでんしゃ）とも呼ばれた。
しかし営業は芳しくなく、末期になると九州電気軌道（現・西日本鉄道）に経営を委託して同社の田ノ浦線（たのうらせん）となっていた。また委託後には九州電気軌道線（後の西鉄北九州線）に乗り入れ、門司発着となっていた。
また、田野浦公共臨港鉄道の前身となる日本国有鉄道（国鉄）外浜駅から門築大久保駅までの鉄道線も営業していた。

## 歴史
門司築港は大阪の実業家宮崎敬介と島徳蔵の発起により大久保・田野浦地区の開発を目的とし、その付帯事業として1919年（大正8年）に門司市大字門司字大久保-企救村間（小倉鉄道石田停車場 ）、霧岳村-曽根村間（豊州本線曽根停車場）の企救半島の南側に軽便鉄道敷設を出願した。1920年（大正9年）門司築港株式会社を設立。同年4月に鉄道敷設免許状が下付された。ところが設立早々出資者から杜撰な土地開発計画と資金使途が不明であるとして宮崎、島が詐欺横領背任罪として1921年告発され、翌年に不起訴になるという騒動があった。実際この路線は筑豊炭田から築造中の大久保埠頭への石炭輸送が目的でありながら連携輸送を考えていた小倉鉄道は東小倉に専用桟橋をもっており、増産されない限り、輸送量を確保する見込みはなかった。しかし完成した大久保埠頭を遊ばせる訳も行かず大久保から門司駅貨物線の外浜荷扱所までの延長線を建設することとし既免許線は放置された。
この延長線は農林省の食料備蓄倉庫が大久保埠頭に建設されることになり陸上輸送路として貨物線が必要とされたためといわれる。1927年-1928年にかけて国立米穀倉庫が完成し、貨物線は1929年（昭和4年）2月に開業した。もっとも貨物（米穀類）の輸送量は農林省の計画により左右されているため業績は不安定であった。戦時中は好況だったものの1955年以降はトラック輸送に移り貨物線の地位も低下した。そんなとき朝鮮動乱時に米軍が門司港の第1・2号埠頭を接収したため1954年（昭和29年）より運輸省の田野浦地区港湾整備事業が実施されることになった。1960年（昭和35年）4月貨物線とその施設は買収されることになり門司市（北九州市）が管理運営することとなる。会社は5月に門築産業株式会社に名称変更し、事業目的を自動車運送、不動産、食品販売、株式取引等に変更した。
一方の鉄道線とは別に開発地区と市街地の間の交通確保の必要から軌道線を敷設し九州電気軌道と連絡することにして1922年（大正11年）に軌道敷設特許状が下付された。この軌道建設に尽力したのが取締役に加わった五島慶太である。五島の取締役就任は監査役の京阪電気鉄道の太田光凞の依頼によるもので、太田は「駆け出しの後輩に活躍の場を与え」るため会社の経営をまかせたとされる。
- 1920年（大正9年）3月25日 門司築港株式会社設立（本社大阪北浜）[14][15]。
- 1920年（大正9年）4月28日 鉄道免許状下付（門司市-企救郡霧岳村間、企救郡企救町-同郡曾根村間 動力蒸気）[16]
- 1922年（大正11年）9月1日 軌道特許状下付（門司市日出町-同市田ノ浦間 動力電気）[17]
- 1923年（大正12年）12月20日 日ノ出町九丁目 - 田ノ浦間及び九州電気軌道日ノ出町九丁目-東本町三丁目間開業[18]。
- 1926年（大正15年）8月19日 軌道特許状下付（門司市大字田ノ浦-同市大字門司間）[19]
- 1929年（昭和4年）2月13日 門司（現・門司港） - 門築大久保間開業（軌間1067mm 貨物線）[20]。
- 1930年（昭和5年）4月1日 門司 - 門築大久保間に外浜駅開業。門司 - 外浜間が国鉄鹿児島本線貨物支線となる。
- 1932年（昭和7年）12月21日 日ノ出町九丁目 - 田ノ浦間を九州電気軌道に運営委託[15]、同社の田ノ浦線となる。
- 1936年（昭和11年）1月11日 日ノ出町九丁目 - 田ノ浦間及び九州電気軌道日ノ出町九丁目-東本町三丁目間廃止[21]。
- 1936年（昭和11年）4月1日 起業廃止（許可）（1926年8月19日特許 門司市大字田ノ浦-同市大字門司間）[22]
- 1943年（昭和18年）12月 門築土地鉄道株式会社に社名変更。
- 1949年（昭和24年）2月15日 起業廃止（許可）（1920年4月28日免許）
- 1960年（昭和35年）4月15日 外浜 - 門築大久保間廃止。門司市が譲り受け市営田野浦公共臨港鉄道となる。
- 1960年（昭和35年）5月24日 門築産業株式会社に社名変更。

## 軌道線
路線データ
- 路線距離：2.5km（日ノ出町九丁目 - 田ノ浦）
- 停留所数：5
- 軌間：1435mm
- 電化区間：全線直流600V

停留所（1936年当時）
（門司） - 東本町 - 日ノ出町二丁目 - 日ノ出町四丁目 - 日ノ出町九丁目 - 大久保越 - 大久保海岸 - 新開 - 田ノ浦
- 門司 - 東本町間は九州電気軌道北九州本線に乗り入れ

接続路線
- 東本町：九州電気軌道北九州本線

## 鉄道線
路線データ
- 路線距離：1.55km（外浜 - 門築大久保）
- 軌間：1067mm
- 電化区間：なし

駅一覧（廃止時）
外浜駅 - 門築大久保駅
接続路線
- 外浜駅：国鉄鹿児島本線貨物支線

## 輸送・収支実績
| 年度 | 輸送人員（人） | 営業収入（円） | 営業費（円） | 営業益金（円） | その他益金（円） | その他損金（円） |
| ---- | -------------- | -------------- | ------------ | -------------- | ---------------- | ---------------- |
| 1924 | 686,530        | 62,159         | 51,014       | 11,145         |                  |                  |
| 1925 | 749,892        | 60,064         | 62,766       | ▲ 2,702        |                  |                  |
| 1926 | 787,787        | 65,342         | 50,345       | 14,997         | 300,000          | 償却金450,000    |
| 1927 | 804,157        | 70,312         | 45,682       | 24,630         |                  | 雑損172          |
| 1928 | 838,452        | 66,812         | 41,727       | 25,085         |                  | 雑損273          |
| 1929 | 820,327        | 55,219         | 41,075       | 14,144         | 地方鉄道5,266    | 雑損3,041        |
| 1930 | 693,947        | 44,792         | 50,134       | ▲ 5,342        |                  | 地方鉄道4,468    |
| 1931 | 400,510        | 22,811         | 36,139       | ▲ 13,328       | 地方鉄道10,937   | 雑損15,872       |
| 1932 | 297,195        | 18,587         | 40,083       | ▲ 21,496       | 地方鉄道848      | 土地建物1,180    |

| 年度 | 貨物量（トン） | 営業収入（円） | 営業費（円） | 営業益金（円） | その他益金（円） | その他損金（円）                   |
| ---- | -------------- | -------------- | ------------ | -------------- | ---------------- | ---------------------------------- |
| 1929 | 13,122         | 8,042          | 5,266        | 2,776          | 11,103           |                                    |
| 1930 | 2,921          | 1,983          | 4,551        | ▲ 2,568        |                  | 軌道業7,090雑損151                 |
| 1931 | 24,718         | 14,334         | 5,775        | 8,559          |                  | 軌道業10,950雑損15,872             |
| 1932 | 25,741         | 8,048          | 7,199        | 849            |                  | 軌道土地業22,677                   |
| 1933 | 52,505         | 18,625         | 11,385       | 7,240          |                  | 土地建物1,575雑損50,624            |
| 1934 | 87,018         | 27,620         | 13,729       | 13,891         | 土地建物5,134    | 雑損償却金13,509                   |
| 1935 | 93,936         | 34,556         | 12,260       | 22,296         |                  | 土地建物業5,364雑損償却金13,259    |
| 1936 | 89,675         | 29,988         | 11,718       | 18,270         |                  | 軌道業その他1,376,297償却金185,541 |
| 1937 | 101,325        | 29,659         | 18,570       | 11,089         | 土地建物業38,016 |                                    |
| 1939 | 122,987        |                |              |                |                  |                                    |
| 1941 | 175,276        |                |              |                |                  |                                    |
| 1943 | 281,925        |                |              |                |                  |                                    |
| 1945 | 80,830         |                |              |                |                  |                                    |
| 1949 | 107,017        |                |              |                |                  |                                    |
| 1952 | 92,339         |                |              |                |                  |                                    |
| 1958 | 58,660         |                |              |                |                  |                                    |

- 鉄道省鉄道統計資料、鉄道統計資料、鉄道統計、国有鉄道陸運統計、地方鉄道軌道統計年報、私鉄統計年報各年度版

## 車両
- 軌道線 すべて木製2軸車
  - 1-3 1923年岡部鉄工所製、定員40人
  - 4・5 1924年阪神急行電鉄から購入。元成宗電気軌道定員40人。
  - 6・7 1930年大阪市より購入。元大阪市電202・284号

九州電気軌道に委託後全車東邦電力（後の西鉄福岡市内線）へ売却。1-3→89-87、4・5→86・85、6・7→84・83となる。